# Begraafplaats van Zuid-Wervik
De Begraafplaats van Wervicq-Sud is een gemeentelijke begraafplaats in de Franse gemeente Wervicq-Sud. De begraafplaats ligt aan de Rue de l'Abbé Bonpain op 300 m ten westen van het dorpscentrum (Église de l'Immaculée-Conception of Kerk van de Onbevlekte Ontvangenis), aan de Leie die er de grens met België vormt.

## Oorlogsmonument
Aan de zuidelijke muur van de begraafplaats bevindt zich een oorlogsmonument voor de Franse gesneuvelden. Het draagt twee platen in zwart marmer met daartussen een reliëf met een geknielde soldaat en het opschrift "Aux enfants de Wervicq-Sud, tombés au champ d'honneur". Op de platen staan de namen van Franse slachtoffers uit de oorlogen van 1870-1871, 1895, de Eerste- en Tweede Wereldoorlog. Voor het monument bevinden zich 18 Franse graven.

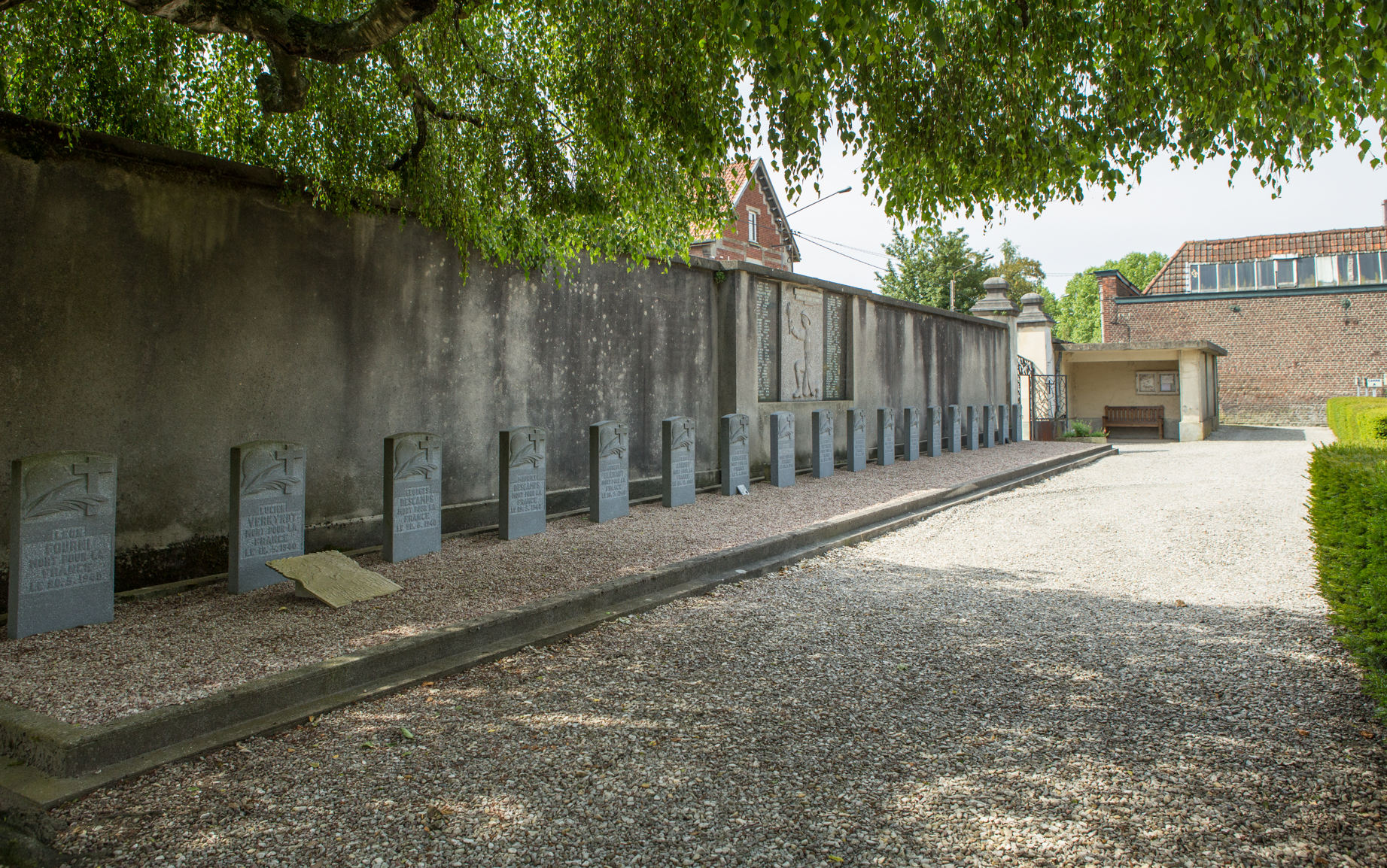
Franse oorlogsgraven

## Britse oorlogsgraven
Op de begraafplaats ligt een perk 9 met Britse gesneuvelden uit de Tweede Wereldoorlog. Acht graven zijn geïdentificeerd. Alle slachtoffers vielen eind mei 1940 tijdens de gevechten tegen het oprukkende Duitse leger. De militaire graven worden onderhouden door de Commonwealth War Graves Commission en staan er geregistreerd als Wervicq (Sud) Communal Cemetery.